# Campionato del mondo femminile di scacchi 1935
Il campionato del mondo femminile di scacchi del 1935 fu il quinto campionato del mondo femminile di scacchi organizzato dalla FIDE. Si svolse a Varsavia, contestualmente alla sesta edizione delle Olimpiadi degli scacchi, dal 16 al 31 agosto.
Le dieci giocatrici iscritte si affrontarono in un girone all'italiana; la vincitrice fu la campionessa uscente, la cecoslovacca Vera Menchik.
| Pos. | Giocatrice       | Nazione        | Punti |
| ---- | ---------------- | -------------- | ----- |
|      | Vera Menchik     | Cecoslovacchia | 9     |
|      | Regina Gerlecka  | Polonia        | 6,5   |
|      | Gisela Harum     | Austria        | 6     |
| 4    | Olga Menchik     | Cecoslovacchia | 5,5   |
| 5    | H. Thierry       | Danimarca      | 5     |
| 6    | Edith Holloway   | Inghilterra    | 3,5   |
| 7    | Róża Herman      | Polonia        | 3,5   |
| 8    | C. Skjönsberg    | Norvegia       | 3     |
| 9    | Natalia Kowalska | Polonia        | 1,5   |
| 10   | A.M.S. O'Shannon | Irlanda        | 1,5   |